# 瓦尔德马·切尔平斯基
瓦尔德马·切尔平斯基（德語：Waldemar Cierpinski，1950年8月3日—），前东德男子田径运动员。他曾获得1976年夏季奥运会和1980年夏季奥运会男子马拉松冠军。他也曾获得1983年世界田径锦标赛马拉松季军。